# Gauge-Integral
Das Gauge-Integral (auch: Eichintegral, Henstock-Integral, Henstock-Kurzweil-Integral, Denjoy-Perron-Integral) ist ein Integraltyp deskriptiver Natur, dessen heutige Formulierung erst Mitte des 20. Jahrhunderts von dem Mathematiker Jaroslav Kurzweil (1926–2022) entdeckt wurde. Ralph Henstock widmete sich der Entwicklung der Theorie dieses Integraltyps. Eine zentrale Abschätzung, das sog. Henstock-Lemma, ist nach ihm benannt. Vorläufer ist das (äquivalente) Denjoy-Perron-Integral, das allerdings auf einer sehr technischen und unanschaulichen Definition beruht.
Die Besonderheit des Gauge-Integrals besteht darin, dass jede Ableitungsfunktion {\displaystyle f'\colon {[a,b]}\rightarrow \mathbb {R} } automatisch (das heißt ohne Zusatzvoraussetzungen) integrabel ist mit {\displaystyle \textstyle \int _{a}^{b}f'(t)\mathrm {d} t=f(b)-f(a)}.
Daneben treten in der Theorie des Gauge-Integrals bedingt integrable Funktionen auf. Darunter versteht man Funktionen, die zwar integrabel sind, nicht aber deren Betrag. Sowohl bei der Riemann- als auch bei der Lebesgue-Definition folgt aus der Integrierbarkeit einer Funktion stets die Integrierbarkeit ihres Betrags.
Das Gauge-Integral enthält sowohl das Riemann- als auch das Lebesgue-Integral als Spezialfälle, d. h., jede Riemann- bzw. Lebesgue-integrable Funktion ist Gauge-integrabel; da es jedoch Funktionen gibt, die weder Riemann- noch Lebesgue-integrabel, aber dennoch Gauge-integrabel sind, stellt das Gauge-Integral eine echte Erweiterung des Lebesgue-Integrals dar.
Den Namen „Eichintegral“ („gauge“ ist der englische Ausdruck für Eichung) verdankt das Integral seiner Definition: Ähnlich wie das Riemann-Integral kommen auch beim Eichintegral Zerlegungen und Riemann-Summen zum Einsatz, die Feinheit einer Zerlegung wird allerdings mit einer speziellen intervallwertigen Funktion, genannt Eichfunktion, beurteilt.

## Einleitung

### Der Hauptsatz
Der Hauptsatz der Differenzial- und Integralrechnung (in der gängigen Zählung sein 1. Teil) ist ein zentraler Satz in der Theorie des Riemann- und des Lebesgue-Integrals. Er lautet:
- Satz: Ist eine Ableitungsfunktion {\displaystyle f'} von {\displaystyle f} über dem Intervall {\displaystyle [a,b]} Riemann- (bzw. Lebesgue-) -integrierbar, so gilt: {\displaystyle \int _{a}^{b}f'(t)\mathrm {d} t=f(b)-f(a)}.

Der Hauptsatz liefert in der Praxis eine der wichtigsten Methoden, den Wert eines Integrals konkret und exakt zu bestimmen. Möchte man etwa die Funktion {\displaystyle f\colon [0,1]\rightarrow \mathbb {R} } mit {\displaystyle f(x)=x^{2}} über {\displaystyle [0,1]} integrieren, so fasst man f als Ableitungsfunktion einer Funktion {\displaystyle F\colon [0,1]\rightarrow \mathbb {R} }, genannt Stammfunktion, auf. Offenbar ist durch {\displaystyle F(x)={\tfrac {1}{3}}x^{3}} eine Stammfunktion von {\displaystyle f} gegeben, sodass folgt:
{\displaystyle \int _{0}^{1}x^{2}=F(1)-F(0)={\frac {1}{3}}1^{3}-{\frac {1}{3}}0^{3}={\frac {1}{3}}}
Sowohl beim Riemann- als auch beim Lebesgue-Integral muss allerdings die Integrierbarkeit von {\displaystyle f'} als Voraussetzung angeführt werden – nicht jede Ableitungsfunktion ist unbedingt auch integrabel. Vielmehr zeigt sich, dass es Ableitungsfunktionen gibt, die weder Riemann- noch Lebesgue-integrabel sind. Ein Beispiel ist die Funktion {\displaystyle g\colon [0,1]\rightarrow \mathbb {R} } mit
{\displaystyle g(x)={\begin{cases}x^{2}\cos \left({\frac {\pi }{x^{2}}}\right)&{\text{ für }}x>0\\0&{\text{ für }}x=0\end{cases}}}

Abbildung 1: Darstellung der Funktion g und ihrer Ableitung (die Funktion g wurde mit dem Faktor 150 skaliert)

(vgl. Abb. 1). Ihre Ableitung ist durch
{\displaystyle g'(x)={\begin{cases}2x\cos \left({\frac {\pi }{x^{2}}}\right)+{\frac {2\pi }{x}}\sin \left({\frac {\pi }{x^{2}}}\right)&{\text{ für }}x>0\\0&{\text{ für }}x=0\end{cases}}}
gegeben. Da {\displaystyle g'} nicht beschränkt ist, ist {\displaystyle g'} auch nicht Riemann-integrabel. Man kann zeigen, dass {\displaystyle g'} auch nicht Lebesgue-integrierbar ist.
Eine (anschauliche) Analyse der Gründe, aus denen {\displaystyle g'} nicht Riemann-integrabel ist, führt zu einer entscheidenden Verbesserung der Riemann-Definition. Dazu überlegt man sich zunächst, woher die Formel {\displaystyle \textstyle \int _{a}^{b}f'(t)\mathrm {d} t=f(b)-f(a)} überhaupt kommt.

### Das Straddle-Lemma und die Probleme des Riemann-Integrals
Nach dem Mittelwertsatz der Differenzialrechnung gibt es zu einer differenzierbaren Funktion {\displaystyle f\colon [a,b]\rightarrow \mathbb {R} } auf einem Intervall {\displaystyle [x,y]\subset [a,b]} ein {\displaystyle c\in [x,y]} mit
{\displaystyle f'(c)={\frac {f(y)-f(x)}{y-x}}.}
Wählt man zu einer Zerlegung {\displaystyle Z=\{x_{0},\dots ,x_{n}\}} Zwischenstellen {\displaystyle c_{i}\in [x_{i-1},x_{i}]} nach dem Mittelwertsatz, so erhält man als Ergebnis für Riemannsummen {\displaystyle S(f',Z,c_{1},\dots ,c_{n})}:
{\displaystyle {\begin{array}{rcl}S(f',Z,c_{1},\dots ,c_{n})&=&\sum _{i=1}^{n}f'(c_{i})(x_{i}-x_{i-1})=\sum _{i=1}^{n}{\frac {f(x_{i})-f(x_{i-1})}{x_{i}-x_{i-1}}}(x_{i}-x_{i-1})\\&=&\sum _{i=1}^{n}(f(x_{i})-f(x_{i-1}))=f(b)-f(a)\end{array}}}

Abbildung 2: Die Tangente im Punkt an der Stelle und die Sekante über dem Intervall, in dem liegt, sind nahezu parallel, die Sekantensteigung (mittlere Steigung über) also eine gute Näherung der Tangentensteigung (punktuelle Steigung).

Die letzte Summe stellte dabei eine Teleskopsumme dar. Für andere Zwischenstellen gilt in der obigen Rechnung i. A. keine Gleichheit, doch für den Nachweis von {\displaystyle \int _{a}^{b}f'(t)\mathrm {d} t=f(b)-f(a)} ist es auch nicht erforderlich, dass alle Riemannsummen exakt gleich {\displaystyle f(b)-f(a)} sind. Es genügt, dass sich die Riemannsummen der Zahl {\displaystyle f(b)-f(a)} für irgendwelche Zwischenstellen beliebig nähern, sofern man die betrachteten Zerlegungen nur hinreichend fein wählt. Dies wäre etwa dann der Fall, wenn eine Funktion {\displaystyle f} auf jedem Intervall {\displaystyle [x,y]\subset [a,b]} für alle {\displaystyle t\in [x,y]} die Näherung
{\displaystyle (1)\ \ \ {\frac {f(y)-f(x)}{y-x}}\approx f'(t)}
erfüllt, wobei der durch die Näherung entstehende Fehler beliebig klein wird, sofern das Intervall {\displaystyle [x,y]} nur hinreichend klein ist (Abb. 2).
Nun gibt es aber Funktionen, die genau dieses Verhalten nicht zeigen. Eine solche Funktion ist die Funktion {\displaystyle g} aus dem vorherigen Abschnitt. Man betrachte etwa das Intervall {\displaystyle [0,x_{1}]} für irgendein (auch beliebig kleines) {\displaystyle 0<x_{1}<1}: {\displaystyle g'} oszilliert nahe 0 „wild hin und her“, daher lässt sich auf jedem Intervall dieser Form (egal, wie klein es auch sei) eine Stelle {\displaystyle t_{1}} finden, sodass {\displaystyle g'(t_{1})} eine beliebig große positive oder negative Zahl ist. Die durchschnittliche Steigung über dem Intervall hingegen strebt gegen 0, wenn {\displaystyle x_{1}} gegen 0 tendiert. Schließlich ist {\displaystyle g'(0)=0} und die durchschnittliche Steigung von g über dem Intervall {\displaystyle [0,x_{1}]} gerade der Differenzenquotient von {\displaystyle g} an der Stelle 0:
{\displaystyle (*)\ \ \ {\frac {g(x_{1})-g(0)}{x_{1}-0}}\approx g'(0)=0{\text{ für kleine }}x_{1}}
{\displaystyle g'(t_{1})} kann also beliebig stark von der durchschnittlichen Steigung auf dem Intervall {\displaystyle [0,x_{1}]} abweichen. Da jede Zerlegung Z ein Intervall dieser Form „enthält“, gibt es für jede Zerlegung ein Teilintervall und bestimmte Zwischenstellen, für die die Näherung {\displaystyle (1)} verletzt ist. Dies kann – wie im Fall der Funktion g – dazu führen, dass {\displaystyle g'} nicht Riemann-integrabel ist, denn nach der Riemannschen Definition müssen ja alle Zwischenstellen zu einer Zerlegung Z untersucht werden. Wünschenswert wäre eine Integraldefinition, bei der zu bestimmten Teilintervallen auch nur bestimmte Zwischenstellen betrachtet zu werden brauchen. Zwecks Integration der Funktion {\displaystyle g'} wäre es z. B. hilfreich, für das Teilintervall {\displaystyle [0,x_{1}]} nur die Zwischenstelle 0 zuzulassen, denn nach {\displaystyle (*)} wäre Näherung {\displaystyle (1)} damit erfüllt.
Eine Integrationstheorie, die auf Riemannsummen basiert und in der jede Ableitungsfunktion integrabel ist, sollte nach den vorherigen Überlegungen nur solche Paare von Zerlegungen {\displaystyle Z=\{x_{0},\dots ,x_{n}\}} und Zwischenstellen {\displaystyle t_{1},\dots ,t_{n}} berücksichtigen, für die
{\displaystyle (2)\ \ \ f'(t_{i})\approx {\frac {f(x_{i})-f(x_{i-1})}{x_{i}-x_{i-1}}}}
gilt. Der folgende Satz eröffnet eine Möglichkeit, solche Paare zu identifizieren:
- Satz (Straddle-Lemma): Sei {\displaystyle f\colon [a,b]\rightarrow \mathbb {R} } differenzierbar in {\displaystyle t\in [a,b]}. Dann gibt es zu jedem {\displaystyle \epsilon >0} ein {\displaystyle \delta (t)>0} mit {\displaystyle |f(y)-f(x)-f'(t)(y-x)|\leq \epsilon (y-x)} für alle {\displaystyle x,y\in [a,b]} mit {\displaystyle x\leq t\leq y} und {\displaystyle [x,y]\subset (t-\delta (t),t+\delta (t))}.

Wenn man die Ungleichung des Straddle-Lemmas durch {\displaystyle y-x} dividiert, wird seine Kernaussage offenbar: Zu jedem Punkt {\displaystyle t\in [a,b]} gibt es ein abgeschlossenes Intervall {\displaystyle [x,y]\subset [a,b]}, für das
{\displaystyle f'(t)\approx {\frac {f(y)-f(x)}{y-x}}}
gilt. Die Zahl {\displaystyle \epsilon >0} gibt den Fehler dieser Näherung an. Da {\displaystyle \epsilon } beliebig, also insbesondere beliebig klein sein darf, kann sogar stets ein Intervall {\displaystyle [x,y]} gefunden werden, auf dem die obige Näherung beliebig gut ist. Voraussetzung ist lediglich, dass sich die Intervallgrenzen {\displaystyle x} und {\displaystyle y} hinreichend nahe bei {\displaystyle t} befinden, oder anders formuliert: Voraussetzung ist, dass das Intervall {\displaystyle [x,y]} in einer hinreichend kleinen Umgebung von {\displaystyle t} liegt:
{\displaystyle [x,y]\subset (t-\delta (t),t+\delta (t))}
Wählt man nun nur solche Paare aus der Zerlegung {\displaystyle Z=\{x_{0},\dots ,x_{n}\}} zusammen mit Zwischenstellen {\displaystyle t_{1},\dots ,t_{n}} aus, für die die Bedingung
{\displaystyle (3)\ [x_{i-1},x_{i}]\subset (t_{i}-\delta (t_{i}),t_{i}+\delta (t_{i}))}
zutrifft (wobei {\displaystyle \delta } nach dem Straddle-Lemma gewählt ist), so ist die Näherung {\displaystyle (2)} stets erfüllt, und alle zugehörigen Riemann-Summen liegen nahe bei {\displaystyle f(b)-f(a)}, wie gewünscht.

Abbildung 3: Der Feinheitsbegriff Riemanns reicht nicht aus, um zu beurteilen, ob eine Zerlegung und zugehörige Zwischenstellen die Bedingung befriedigen. Die Zerlegungen und sind im Sinne Riemanns gleich fein (das größte Teilintervall ist jeweils gleich lang). Für die Zwischenstelle ist Bedingung für die Zerlegung zwar erfüllt, für trotz gleicher Feinheit jedoch nicht.

Es stellt sich nun die Frage, wie man aus allen möglichen Kombinationen von Zwischenstellen und Zerlegungen solche „geeigneten“ Kombinationen auswählt.
Der Riemannsche Feinheitsbegriff, d. h. die Betrachtung der größten Intervalllänge {\displaystyle \mu (Z)=\max\{x_{i}-x_{i-1}:i=1,\dots ,n\}}, taugt dazu nicht. Offensichtlich gehen die gewählten Zwischenstellen und damit die Positionen der Teilintervalle {\displaystyle [x_{i-1},x_{i}]} gar nicht in die Bewertung der Feinheit der Zerlegung {\displaystyle Z} ein. Die maßgebliche Zahl {\displaystyle \delta (t)>0} aus dem Straddle-Lemma wird jedoch i. A. vom Ort {\displaystyle t} abhängen! Man wird z. B. erwarten, dass {\displaystyle \delta (t)} umso kleiner ist, desto stärker {\displaystyle f} in der Nähe dieses Punktes oszilliert.
Deswegen kann es durchaus passieren, dass für eine Zerlegung {\displaystyle Z_{1}} und Zwischenstellen {\displaystyle t_{1},\dots ,t_{n}} die Bedingung {\displaystyle (3)} erfüllt ist, für eine genauso feine Zerlegung {\displaystyle Z_{2}} jedoch nicht (vgl. Abbildung 3) – sogar dann nicht, wenn die gleiche Zwischenstelle betrachtet wird. Ziel wird es also sein, einen verbesserten Feinheitsbegriff zu schaffen, der die Position der Teilintervalle {\displaystyle [x_{i-1},x_{i}]} berücksichtigt.

### Grundideen
Zusammengefasst lauten die „Leitlinien“ für die Definition des Gauge-Integrals:
- Im Rahmen eines neuen Integraltyps sollte jede Ableitungsfunktion {\displaystyle f'} automatisch (d. h. ohne Zusatzvoraussetzungen) integrierbar sein mit {\displaystyle \int _{a}^{b}f'(t)\mathrm {d} t=f(b)-f(a)}.
- Dafür muss das Verhältnis zwischen Zwischenstellen und Zerlegungen neu geregelt werden, sodass es möglich wird, Zwischenstellen mit solchen Zerlegungen zu kombinieren, die „gut zusammenpassen“. Dazu muss ein Feinheitsbegriff geschaffen werden, der
  - die Positionen der Teilintervalle {\displaystyle [x_{i-1},x_{i}]}, {\displaystyle i=1,\dots ,n}, berücksichtigt und
  - der es erlaubt, zu bestimmten Teilintervallen auch nur bestimmte Zwischenstellen zuzulassen.

## Die formale Definition

### Vorarbeiten
Da für das neue Integral nur zueinander „passende“ Zerlegungen und Zwischenstellen betrachtet werden sollen, liegt es nahe, die beiden Begriffe zunächst in einem Begriff zusammenzufügen.
- Definition (markierte Zerlegung). Seien {\displaystyle Z=\{x_{0},\dots ,x_{n}\}} eine Zerlegung eines Intervalls {\displaystyle [a,b]} und {\displaystyle t_{1},\dots ,t_{n}} zu Z gehörige Zwischenstellen, d. h., es gelte {\displaystyle t_{i}\in [x_{i-1},x_{i}]} für {\displaystyle i=1,\dots ,n}. Die Menge {\displaystyle D=\{(t_{i},[x_{i-1},x_{i}]):i=1,\dots ,n\}=:\{(t_{i},I_{i}):i=1,\dots ,n\}} nennt man eine markierte Zerlegung (engl.: tagged partition) des Intervalls {\displaystyle [a,b]}.

Eine markierte Zerlegung enthält also geordnete Paare der Form {\displaystyle (t,I)}, wobei {\displaystyle I} ein abgeschlossenes Intervall und {\displaystyle t} eine Zahl mit {\displaystyle t\in I} ist. Riemannsummen {\displaystyle S(f,D)} bzgl. einer Funktion {\displaystyle f} und einer markierten Zerlegung {\displaystyle D} definiert man genau wie Riemannsche Zwischensummen durch:
{\displaystyle S(f,D):=\sum _{i=1}^{n}f(t_{i})l(I_{i})=\sum _{i=1}^{n}f(t_{i})(x_{i}-x_{i-1})}
Die folgende Definition legt den Grund für einen verbesserten Feinheitsbegriff:
- Definition (Eichfunktion): Eine intervallwertige Funktion {\displaystyle \gamma } auf dem Intervall {\displaystyle [a,b]} heißt Eichfunktion, wenn {\displaystyle t\in \gamma (t)} und {\displaystyle \gamma (t)} ein offenes Intervall ist.

Abbildung 4: Oben: Eine Eichfunktion weist jedem Punkt ein offenes Intervall (grün) zu. Unten: Eine markierte Zerlegung ist -fein, wenn für.

Eine Eichfunktion ordnet also jedem Punkt {\displaystyle t\in [a,b]} ein offenes Intervall {\displaystyle \gamma (t)} zu, das {\displaystyle t} enthält. Über den Begriff der Eichfunktion {\displaystyle \gamma } lässt sich nun ein sehr flexibles Feinheitsmaß definieren, das nicht nur die Position der Teilintervalle {\displaystyle I_{i}=[x_{i-1},x_{i}]} einer Zerlegung {\displaystyle Z} berücksichtigt, sondern über das sich auch die Beziehung zwischen Zerlegung und Zwischenstellen regeln lässt: Eine markierte Zerlegung {\displaystyle D} soll dann {\displaystyle \gamma }-fein heißen, wenn {\displaystyle \gamma } eine Eichfunktion ist und jedes Teilintervall {\displaystyle I_{i}=[x_{i-1},x_{i}]} innerhalb desjenigen offenen Intervalls liegt, das {\displaystyle \gamma } an der zu dem Teilintervall gehörenden Zwischenstelle {\displaystyle t_{i}} liefert:
- Definition: Sei {\displaystyle \gamma } eine Eichfunktion auf dem Intervall [a,b] und {\displaystyle D=\{(t_{i},I_{i}):i=1,\dots ,n\}} eine markierte Zerlegung dieses Intervalls. {\displaystyle D} heißt {\displaystyle \gamma }-fein, wenn {\displaystyle I_{i}\subset \gamma (t_{i})} für alle {\displaystyle i=1,\dots ,n}.

### Beispiel
Durch Beschränkung auf {\displaystyle \gamma }-feine Zerlegungen ist es – durch geschickte Wahl der Eichfunktion {\displaystyle \gamma } – möglich, nur passende Paare von Zerlegungen und Stützstellen auszuwählen. Sei etwa {\displaystyle [a,b]=[0,1]} und {\displaystyle Z} eine Zerlegung dieses Intervalls. Soll (wie im Beispiel der Funktion {\displaystyle g'}) die {\displaystyle 0} als einzige mögliche Zwischenstelle zum Teilintervall {\displaystyle I_{1}=[0,x_{1}]} zugelassen werden, so definiert man {\displaystyle \gamma } wie folgt:
{\displaystyle \gamma (t)={\begin{cases}(-\delta (0),\delta (0))&{\text{ für }}t=0\\(t-\delta (t),t+\delta (t))&{\text{ für }}t\neq 0\end{cases}}}
Dabei sei {\displaystyle 0<\delta (t)<{\frac {t}{2}}} und {\displaystyle \delta (0)>0} beliebig. Dann ist {\displaystyle \gamma (0)} das einzige durch {\displaystyle \gamma } gegebene offene Intervall, das die 0 enthält. Für jede markierte Zerlegung {\displaystyle D} von {\displaystyle [0,1]} muss aber gelten: {\displaystyle I_{1}\subset \gamma (t_{1})}. Wegen {\displaystyle 0\in I_{1}} kann eine markierte Zerlegung nur dann {\displaystyle \gamma }-fein sein, wenn {\displaystyle t_{1}=0}. Das Teilintervall {\displaystyle I_{1}=[0,x_{1}]} tritt also in jeder {\displaystyle \gamma }-feinen markierten Zerlegung ausschließlich zusammen mit der Zwischenstelle 0 auf. Weiterhin kann aufgrund der {\displaystyle t}-Abhängigkeit der Funktion {\displaystyle \delta } die Kleinheit eines Teilintervalls {\displaystyle I_{i}} einer markierten Zerlegung {\displaystyle D} in Abhängigkeit von der Zwischenstelle {\displaystyle t_{i}} und damit von der Position des Teilintervalls „eingestellt“ werden.

### Definition des Gauge-Integrals

Abbildung 5 Approximation der Fläche zwischen dem Graphen einer Funktion und der -Achse durch Riemannsche Zwischensummen (orange Rechtecke)

Das Gauge-Integral wird nun - ähnlich wie das Riemann-Integral - definiert als eine feste Zahl {\displaystyle A}, der sich Riemannsummen bzgl. markierter Zerlegungen {\displaystyle D=\{(t_{i},I_{i}):i=1,\dots ,n\}} eines Intervalls {\displaystyle [a,b]} beliebig nähern, sofern diese Zerlegungen fein bzgl. geeigneter Eichfunktionen {\displaystyle \gamma } gewählt werden:
- Definition (Gauge-Integral): Eine Funktion {\displaystyle f\colon I=[a,b]\rightarrow \mathbb {R} } heißt Gauge-integrabel (eichintegrabel, Henstock- (Kurzweil-) integrabel) über {\displaystyle [a,b]}, wenn es zu einer festen Zahl {\displaystyle A\in \mathbb {R} } zu jedem {\displaystyle \epsilon >0} eine Eichfunktion {\displaystyle \gamma } auf {\displaystyle [a,b]} gibt, sodass {\displaystyle |S(f,D)-A|<\epsilon } für jede {\displaystyle \gamma }-feine markierte Zerlegung {\displaystyle D} gilt. {\displaystyle A} heißt Gauge-Integral (Eichintegral, Henstock- (Kurzweil-) Integral) von {\displaystyle f} über {\displaystyle [a,b]}, in Zeichen: {\displaystyle A=\int _{a}^{b}f=\int _{I}f}.

Die Definition erinnert stark an die (ursprüngliche) Definition des Riemann-Integrals. Der wichtige Unterschied besteht darin, dass das grobe Riemannsche Feinheitsmaß (Betrachtung des längsten Teilintervalls der Zerlegung {\displaystyle Z}) durch das neue, verbesserte Maß ersetzt wurde. Henstock spricht in seinem Werk Theories of Integration daher auch von einem „Integral of Riemann-Type“.

## Eigenschaften des Gauge-Integrals
Wie für jeden anderen Integraltyp gilt:
- Der Wert des Gauge-Integrals ist eindeutig bestimmt.

Weiterhin ist die Integralfunktion {\displaystyle f\mapsto \int _{a}^{b}f} linear:
- Sind zwei Funktionen {\displaystyle f,g} über {\displaystyle [a,b]} Gauge-integrabel und {\displaystyle \alpha ,\beta \in \mathbb {R} }, dann ist auch {\displaystyle \alpha f+\beta g} Gauge-integrabel über {\displaystyle [a,b]} und es gilt: {\displaystyle \int _{a}^{b}(\alpha f+\beta g)=\alpha \int _{a}^{b}f+\beta \int _{a}^{b}g}.

Das Riemann-Integral fügt sich zwanglos in den Rahmen des Gauge-Integrals:
- Jede Riemann-integrable Funktion ist auch Gauge-integrabel und die beiden Integrale stimmen überein.

Sei dazu {\displaystyle R\int _{a}^{b}f} das Riemann-Integral von {\displaystyle f} über {\displaystyle [a,b]} und {\displaystyle \delta >0} so gewählt, dass {\displaystyle \left|R\int _{a}^{b}f-S(f,Z,t_{1},\dots ,t_{n})\right|<\epsilon } für jede Zerlegung {\displaystyle Z} mit {\displaystyle \mu (Z)<\delta } und beliebige Zwischenstellen {\displaystyle t_{1},\dots ,t_{n}}. Wählt man die Eichfunktion {\displaystyle \gamma } zu
{\displaystyle \gamma (t)=\left(t-{\frac {\delta }{2}},t+{\frac {\delta }{2}}\right),}
so gilt für jede {\displaystyle \gamma }-feine markierte Zerlegung {\displaystyle D=\{(t_{i},[x_{i-1},x_{i}]):i=1,\dots ,n\}} per Definition: {\displaystyle [x_{i-1},x_{i}]\subset \gamma (t_{i})}, also {\displaystyle x_{i}-x_{i-1}<\delta }. Definiert man die Zerlegung {\displaystyle Z} durch {\displaystyle Z=\{x_{0},\dots ,x_{n}\}}, so ist {\displaystyle \mu (Z)<\delta } und somit:
{\displaystyle \left|S(f,D)-R\int _{a}^{b}f\right|=\left|S(f,Z,t_{1},\dots ,t_{n})-R\int _{a}^{b}f\right|<\epsilon }
Auch gilt die vom Riemann- und Lebesgue-Integral bekannte Intervalladditivität:
- Seien {\displaystyle f\colon [a,b]\rightarrow \mathbb {R} } und {\displaystyle J_{1},J_{2}\subset [a,b]} zwei nicht überlappende, abgeschlossene Intervalle (d. h., die beiden Intervalle haben höchstens einen Randpunkt gemeinsam) und {\displaystyle f} über {\displaystyle [a,b]} Gauge-integrabel. Dann ist {\displaystyle f} auch über {\displaystyle J_{1},J_{2},J_{1}\cup J_{2}} Gauge-integrabel und es gilt: {\displaystyle \int _{J_{1}\cup J_{2}}f=\int _{J_{1}}f+\int _{J_{2}}f}.

Umgekehrt findet man:
- Sei {\displaystyle f\colon [a,b]\rightarrow \mathbb {R} } über den nicht-überlappenden Intervallen {\displaystyle J_{1},\dots ,J_{m}} Gauge-integrabel. Ist {\displaystyle [a,b]=\cup _{j=1}^{m}J_{j}}, so ist {\displaystyle f} auch über {\displaystyle [a,b]} integrabel und es gilt:

{\displaystyle \int _{a}^{b}f=\sum _{j=1}^{m}\int _{J_{i}}f=\int _{J_{1}}f+\dots +\int _{J_{m}}f}
Das Gauge-Integral ist monoton:
- Ist {\displaystyle f,g} Gauge-integrabel über {\displaystyle [a,b]} und {\displaystyle f\geq g} (d. h. {\displaystyle f(x)\geq g(x)\,\forall x\in [a,b]}), dann gilt:

{\displaystyle \int _{a}^{b}f\geq \int _{a}^{b}g}
Insbesondere ist {\displaystyle \int _{a}^{b}f\geq 0}, falls {\displaystyle f\geq 0}.
Besonders interessant ist, dass jede Ableitungsfunktion Gauge-integrabel ist:
- (Hauptsatz, Teil 1). Sei {\displaystyle f\colon [a,b]\rightarrow \mathbb {R} } differenzierbar. Dann ist {\displaystyle f'} über {\displaystyle [a,b]} Gauge-integrabel mit {\displaystyle \int _{a}^{b}f'=f(b)-f(a)}.

Das Ergebnis erhält man nach wenigen geschickten Umformungen, indem man zu {\displaystyle \epsilon >0} die (symmetrische) Eichfunktion {\displaystyle \gamma (t)=(t-\delta (t),t+\delta (t))} wählt, wobei {\displaystyle \delta (t)} nach dem Straddle-Lemma festgesetzt wird. Dann wertet man für eine beliebige {\displaystyle \gamma }-feine markierte Zerlegung den Ausdruck {\displaystyle |S(f,D)-(f(b)-f(a))|} aus. Der 2. Teil des Hauptsatzes lautet für das Gauge-Integral:
- (Hauptsatz, Teil 2). Sei {\displaystyle f\colon [a,b]\rightarrow \mathbb {R} } Gauge-integrabel über {\displaystyle [a,b]}. Dann ist die Funktion {\displaystyle F\colon [a,b]\rightarrow \mathbb {R} } mit {\displaystyle F(x)=\int _{a}^{x}f} fast überall in [a,b] differenzierbar mit {\displaystyle F'(x)=f(x)}.

Es ist also für das indefinite Integral {\displaystyle F} einer Gauge-integrablen Funktion {\displaystyle f} die Aussage „{\displaystyle F} ist nicht differenzierbar oder es gilt {\displaystyle F'(x)\neq f(x)}“ höchstens auf einer Lebesgue-Nullmenge richtig. Wichtig ist, dass nur die Integrierbarkeit von {\displaystyle f} vorausgesetzt werden muss. Ist {\displaystyle f} sogar stetig, so ist {\displaystyle F} überall in {\displaystyle [a,b]} differenzierbar mit {\displaystyle F'(x)=f(x)}.
Für das Gauge-Integral gelten die beiden zentralen, vom Lebesgue-Integral bekannten Konvergenztheoreme. Diese beschreiben, unter welchen Umständen die Grenzfunktion {\displaystyle f} einer Funktionenfolge {\displaystyle (f_{n})} Gauge-integrabler Funktionen wiederum Gauge-integrabel ist und Integration und Grenzwertbildung vertauscht werden dürfen:
{\displaystyle \lim _{n\rightarrow \infty }\int _{a}^{b}f_{n}=\int _{a}^{b}f=\int _{a}^{b}\lim _{n\rightarrow \infty }f_{n}}
Man erhält:

Abbildung 6: Darstellung der ersten 6 Glieder einer Funktionenfolge, die monoton wachsend, nicht aber gleichmäßig gegen konvergiert. Die Funktionenfolge ist außerdem gleichmäßig beschränkt.

- Satz über monotone Konvergenz: Sei {\displaystyle I} ein Intervall, {\displaystyle (f_{n})} eine Folge von Funktionen {\displaystyle f_{n}\colon I\rightarrow \mathbb {R} }, die über {\displaystyle I} Gauge-integrabel sind und {\displaystyle f\colon I\rightarrow \mathbb {R} }. Konvergiert {\displaystyle (f_{n})} monoton wachsend gegen {\displaystyle f}, d. h., gilt {\displaystyle \lim _{n\rightarrow \infty }f_{n}(x)=f(x)} und {\displaystyle f_{n+1}(x)\geq f_{n}(x)} für alle {\displaystyle x\in \mathbb {R} }, so ist {\displaystyle f} genau dann Gauge-integrabel über {\displaystyle I}, wenn {\displaystyle \sup \left\{\int _{I}^{\ }f_{n}:n\in \mathbb {N} \right\}<\infty }. In diesem Falle gilt:

{\displaystyle \int _{I}f=\int _{I}\lim _{n\rightarrow \infty }f_{n}=\lim _{n\rightarrow \infty }\int _{I}f_{n}}
Konvergiert also eine Funktionenfolge punktweise gegen eine Grenzfunktion {\displaystyle f} und ist die Folge {\displaystyle (f_{n}(x))} für jedes {\displaystyle x\in I} monoton wachsend und jede Funktion {\displaystyle f_{n}} über {\displaystyle I} Gauge-integrabel, so ist die Grenzfunktion {\displaystyle f} dann und nur dann über {\displaystyle I} Gauge-integrabel, wenn die Folge {\displaystyle \left(\int _{I}^{\ }f_{n}\right)} beschränkt ist. In diesem Fall darf die Integration und die Grenzwertbildung vertauscht, dürfen die beiden Operationen also in umgekehrter Reihenfolge ausgeführt werden.
Auch gilt der
- Satz über majorisierte Konvergenz. Sei {\displaystyle I} ein Intervall, {\displaystyle (f_{n})} eine Folge von Funktionen {\displaystyle f_{n}\colon I\rightarrow \mathbb {R} }, die über {\displaystyle I} Gauge-integrabel sind und {\displaystyle f\colon I\rightarrow \mathbb {R} }. Konvergiert {\displaystyle (f_{n})} punktweise gegen {\displaystyle f} und gibt es Gauge-integrable Funktionen {\displaystyle \alpha ,\beta \colon I\rightarrow \mathbb {R} } mit {\displaystyle \alpha \leq f_{n}\leq \beta } fast überall in {\displaystyle I} und alle {\displaystyle n\in \mathbb {N} }, so ist {\displaystyle f} über {\displaystyle I} Gauge-integrabel und es gilt:

{\displaystyle \int _{I}f=\int _{I}\lim _{n\rightarrow \infty }f_{n}=\lim _{n\rightarrow \infty }\int _{I}f_{n}}
Gibt es also eine über {\displaystyle I} Gauge-integrable Minorante {\displaystyle \alpha } und eine über {\displaystyle I} Gauge-integrable Majorante {\displaystyle \beta } für {\displaystyle (f_{n})}, so ist auch die Grenzfunktion {\displaystyle f} der Funktionenfolge {\displaystyle (f_{n})} Gauge-integrabel über {\displaystyle I}. Auch in diesem Fall dürfen Grenzwertbildung und Integration vertauscht werden.

## Erweiterungen
Im Folgenden ist unter dem Begriff Messbarkeit (und entsprechend verwandten Begriffen) stets Lebesgue-Messbarkeit zu verstehen. Das betrachtete Maß ist also das Lebesgue-Maß auf {\displaystyle \mathbb {R} ^{n}}.

### Erweiterungen in einer Dimension
Das Gauge-Integral lässt sich auf unendliche Intervalle ausdehnen. Dies scheint zunächst verwunderlich. Betrachtet man das Intervall {\displaystyle \mathbb {R} =(-\infty ,\infty )} als Beispiel, so steht man zunächst vor dem Problem, dass das Intervall nicht abgeschlossen ist. Dieses Problem lässt sich einfach beheben, indem man nicht {\displaystyle \mathbb {R} }, sondern die erweiterten reellen Zahlen {\displaystyle {\overline {\mathbb {R} }}=\mathbb {R} \cup \{-\infty ,+\infty \}=[-\infty ,+\infty ]} zugrunde legt. Entsprechend geht man bei der Integration über jedes offene Intervall {\displaystyle (a,b)} vor: Man betrachtet dann stets den Abschluss des Intervalls in {\displaystyle {\overline {\mathbb {R} }}}, also das abgeschlossene Intervall {\displaystyle [a,b]}, wobei auch {\displaystyle a=-\infty } und/oder {\displaystyle b=\infty } zugelassen sind. Damit sind aber die Probleme noch lange nicht behoben: Da das Gauge-Integral mit endlichen Zerlegungen arbeitet, ist im Falle eines unendlichen Integrationsbereiches {\displaystyle I=[a,b]} mindestens ein Teilintervall jeder markierten Zerlegung von {\displaystyle I} unendlich lang (entweder {\displaystyle [x_{0},x_{1}]} oder {\displaystyle [x_{n-1},x_{n}]} oder beide) und somit die Summe
{\displaystyle S(f,D)=\sum _{i=1}^{n}f(t_{i})l(I_{i})=\sum _{i=1}^{n}f(t_{i})(x_{i}-x_{i-1})}
bestenfalls unendlich, schlimmstenfalls noch nicht einmal definiert, sofern zwei unendlich lange Intervalle auftreten und f an den jeweiligen Zwischenstellen Werte mit unterschiedlichem Vorzeichen annimmt (dann tritt der undefinierte Ausdruck {\displaystyle \infty -\infty } auf). Man könnte nun ähnlich wie beim Riemann-Integral uneigentliche Integrale definieren, doch es zeigt sich, dass dies durch die Verwendung eines Tricks nicht nötig ist: Dazu untersucht man im Falle eines unendlichen Definitionsintervalls {\displaystyle I} nicht das Integral über {\displaystyle f}, sondern über {\displaystyle {\bar {f}}:[-\infty ,+\infty ]\rightarrow \mathbb {R} }, gegeben durch:
{\displaystyle {\bar {f}}(x)={\begin{cases}f(x)&{\text{ für }}x\in I\\0&{\text{ sonst}}\end{cases}}}

Abbildung 7: Oben: Darstellung einer auf erweiterten Funktion.
Unten: Die Flächenstücke zwischen und der -Achse über den beiden unendlich langen Intervallen (rot hinterlegt) entfallen, sofern für diese bzw. als Zwischenstellen gewählt werden.

Insbesondere gilt {\displaystyle {\bar {f}}(\infty )={\bar {f}}(-\infty )=0}. Innerhalb der Riemannsumme {\displaystyle S(f,D)} soll dann die Konvention {\displaystyle 0\cdot \infty =0} gelten. Demnach ist jede Riemannsumme {\displaystyle S(f,D)} auch dann definiert, wenn {\displaystyle D} unendlich lange Intervalle enthält, insofern diese nur mit den Zwischenstellen {\displaystyle \pm \infty } zusammen auftreten. Dies lässt sich aber durch die folgende Definition erzwingen:
- Definition: Das Intervall {\displaystyle (a,\infty ]} mit {\displaystyle a\in \mathbb {R} } heißt offenes Intervall, das {\displaystyle \infty } enthält. Analog heißt {\displaystyle [-\infty ,b)} mit {\displaystyle b\in \mathbb {R} } offenes Intervall, das {\displaystyle -\infty } enthält.

Damit ist es nun möglich, Eichfunktionen {\displaystyle \gamma } so zu definieren, dass unendlich lange Teilintervalle ausschließlich zusammen mit {\displaystyle \pm \infty } als Zwischenstellen auftreten, z. B. für das Intervall {\displaystyle [-\infty ,\infty ]}:
{\displaystyle \gamma (t)={\begin{cases}[-\infty ,a)&{\text{ für }}t=-\infty \\(t-l(t),t+r(t))&{\text{ für }}t\in \mathbb {R} \\(b,\infty ]&{\text{ für }}t=\infty \end{cases}}}
Dabei können {\displaystyle a,b} beliebige reelle Zahlen und {\displaystyle r,l} beliebige positive reelle Funktionen sein. Da {\displaystyle \gamma (-\infty )} und {\displaystyle \gamma (\infty )} die einzigen Intervalle aus dem Wertebereich von {\displaystyle \gamma } sind, die unendlich lang sind, kann das Teilintervall {\displaystyle [-\infty ,x_{1}]} aus einer {\displaystyle \gamma }-feinen markierten Zerlegung {\displaystyle D} aufgrund der Bedingung {\displaystyle [-\infty ,x_{1}]\subset \gamma (t_{1})} nur mit der Zwischenstelle {\displaystyle t_{1}=-\infty } zusammen auftreten. Entsprechendes gilt für das Teilintervall {\displaystyle [x_{n-1},\infty ]}, das nur zusammen mit der Zwischenstelle {\displaystyle t_{n}=\infty } auftreten kann. Am Beispiel der Zerlegung
{\displaystyle D=\{(-\infty ,[-\infty ,1]),(1,[0,1]),(2,[1,3]),(\infty ,[3,\infty ])\}}
und einer Funktion {\displaystyle f\colon \mathbb {R} \rightarrow \infty } wird klar, warum dadurch das Problem der unendlichen/undefinierten Riemannsummen gelöst ist:
{\displaystyle S({\bar {f}},D)=\underbrace {{\bar {f}}(-\infty )l([-\infty ,1])} _{=0\cdot \infty =0}+f(1)(2-0)+f(2)(3-1)+\underbrace {{\bar {f}}(\infty )l([3,\infty ])} _{=0\cdot \infty =0}=2f(1)+2f(2)}
Die beiden potentiell unendlichen Summanden entfallen und die Riemannsumme ist endlich. Mit diesen neuen Definitionen kann das Gauge-Integral problemlos auf unendliche und/oder offene Teilintervalle ausgedehnt werden:
- Definition: Sei {\displaystyle I\subset \mathbb {R} } irgendein Intervall und {\displaystyle {\bar {I}}=[a,b]} sein Abschluss in {\displaystyle {\overline {\mathbb {R} }}} (d. h., es sind auch {\displaystyle a=-\infty } und {\displaystyle b=\infty } zugelassen). {\displaystyle f} heißt Gauge-integrabel (Henstock- (Kurzweil-) -integrabel, eichintergrabel) über {\displaystyle I}, wenn es zu einer festen Zahl {\displaystyle A\in \mathbb {R} } zu jedem {\displaystyle \epsilon >0} eine Eichfunktion {\displaystyle \gamma } auf {\displaystyle {\bar {I}}} gibt, sodass {\displaystyle |S(f,D)-A|<\epsilon } für jede {\displaystyle \gamma }-feine markierte Zerlegung Zerlegung {\displaystyle D} von {\displaystyle {\bar {I}}}. Man nennt {\displaystyle A} das Gauge-Integral von {\displaystyle f} über {\displaystyle I}, in Zeichen: {\displaystyle A=\int _{a}^{b}f=\int _{I}f}.

Ist {\displaystyle E\subset I} irgendeine messbare Teilmenge eines Intervalls {\displaystyle I}, so nennt man {\displaystyle f\colon I\rightarrow \mathbb {R} } Gauge-integrabel über {\displaystyle E}, falls die Funktion {\displaystyle f\cdot \chi _{E}} über {\displaystyle I} Gauge-Integrabel ist. Man definiert dann das Gauge-Integral von {\displaystyle S(f,D)}f über {\displaystyle E} durch:
{\displaystyle \int _{E}^{\ }f:=\int _{I}^{\ }f\chi _{E}}
Ist {\displaystyle E\subset \mathbb {R} } eine messbare Menge und {\displaystyle f\colon E\rightarrow \mathbb {R} } eine messbare Funktion, so heißt {\displaystyle f} Gauge-integrabel über {\displaystyle E}, wenn die Erweiterung von {\displaystyle f} auf {\displaystyle \mathbb {R} }, also die Funktion {\displaystyle f^{*}\colon \mathbb {R} \rightarrow \mathbb {R} } mit
{\displaystyle f^{*}(x)={\begin{cases}f(x)&{\text{ falls }}x\in E\\0&{\text{ sonst }}\end{cases}}}
über {\displaystyle \mathbb {R} } Gauge-integrabel ist und man setzt
{\displaystyle \int _{E}f:=\int _{\mathbb {R} }f^{*}.}
Es zeigt sich:
- Definiert man uneigentliche Gauge-Integrale ähnlich wie die uneigentlichen Integrale in der Riemann-Theorie, so ist {\displaystyle f} genau dann uneigentlich Gauge-integrierbar über ein unendlich langes Definitionsintervall, wenn es im obigen Sinne eigentlich Gauge-integrabel ist, außerdem stimmen die Werte der Integrale überein.
- Alle im vorherigen Abschnitt genannten Eigenschaften übertragen sich sinngemäß auf das auf unendliche Definitionsintervalle erweiterte Gauge-Integral. Der 1. Teil des Hauptsatzes gilt dann auf jedem endlichen Teilintervall eines unendlich langen Integrationsbereiches {\displaystyle I}, im 2. Teil ist ein beliebiger fester Punkt {\displaystyle a\in I} zu wählen. Der Inhalt des Satzes gilt dann für die Funktion {\displaystyle F(x)=\int _{a}^{x}f}, wobei {\displaystyle x<a} möglich ist.

Aufgrund der Intervalladditivität fallen alle erweiterten Definitionen mit der ursprünglichen Definition des Gauge-Integrals über Intervalle zusammen, falls {\displaystyle E} ein Intervall ist (jedes Intervall ist messbar). Mit diesen Definitionen gelingt der Anschluss an das Lebesgue-Integral. Es zeigt sich:
- Sei {\displaystyle E} eine messbare Menge. Ist {\displaystyle f\colon E\rightarrow \mathbb {R} } Lebesgue-integrabel über {\displaystyle E}, so ist {\displaystyle f} auch Gauge-integrabel über {\displaystyle E} und die beiden Integrale stimmen überein. Insbesondere gilt: {\displaystyle f} ist genau dann Lebesgue-integrabel über {\displaystyle E}, wenn {\displaystyle f} absolut Gauge-integrabel über {\displaystyle E} ist, d. h. sowohl die Funktion {\displaystyle f} als auch ihr Betrag {\displaystyle |f|} über {\displaystyle E} Gauge-integrabel sind.

Damit ist das auch Lebesgue-Integral als Spezialfall im Gauge-Integral enthalten.

### Das mehrdimensionale Gauge-Integral
Sinngemäß wird das Gauge-Integral auf beliebige Dimensionen fortgesetzt. Wie in einer Dimension definiert man dazu das Integral zunächst über Intervallen. Die Erweiterung auf unendlich große Intervalle soll darin bereits enthalten sein.
- Definition (n-dimensionales Intervall): Eine Menge {\displaystyle I\subset {\overline {\mathbb {R} }}^{n}} heißt (n-dimensionales) Intervall, wenn es Intervalle {\displaystyle J_{1},\dots ,J_{n}\subset {\overline {\mathbb {R} }}} gibt mit {\displaystyle I=J_{1}\times \dots \times J_{n}}.

Ein Intervall in n Dimensionen ist somit als das kartesische Produkt n eindimensionaler Intervalle definiert und besitzt folglich die Gestalt eines n-dimensionalen Quaders. Dabei gilt:
- Definition (offen, abgeschlossen): Ein Intervall {\displaystyle I=J_{1}\times \dots \times J_{n}} heißt offen [abgeschlossen] in {\displaystyle {\overline {\mathbb {R} }}^{n}}, wenn alle {\displaystyle J_{i}} offen [abgeschlossen] in {\displaystyle {\overline {\mathbb {R} }}} sind.

Man beachte, dass auch ein Intervall der Form {\displaystyle [a,b]} mit {\displaystyle a=-\infty } oder {\displaystyle b=\infty } als abgeschlossen in {\displaystyle {\overline {\mathbb {R} }}} bezeichnet wird.

Abbildung 8: Eine markierte Zerlegung eines abgeschlossenen 2-dimensionalen Intervalls. Eine solche Zerlegung heißt -fein, wenn.

Entsprechend erweitert man die Begriffe der markierten Zerlegung und der Eichfunktion auf {\displaystyle n} Dimensionen:
- Definition (markierte Zerlegung): Sei {\displaystyle I\subset {\overline {\mathbb {R} }}^{n}} ein abgeschlossenes Intervall. Eine Menge {\displaystyle D=\{(t_{i},I_{i}),i=1,\dots ,n\}} heißt markierte Zerlegung von {\displaystyle I}, wenn alle {\displaystyle I_{i}} Intervalle sind mit {\displaystyle t_{i}\in I_{i}} und {\displaystyle \cup _{i=1}^{n}I_{i}=I}.

Eine markierte Zerlegung eines abgeschlossenen Intervalls ist also eine Menge aus geordneten Paaren {\displaystyle (t_{i},I_{i})}, deren erster Eintrag ein Punkt aus {\displaystyle I\subset {\overline {\mathbb {R} }}^{n}}, deren zweiter Eintrag dagegen ein Intervall ist. Der zu dem Intervall {\displaystyle I_{i}} gehörige Punkt {\displaystyle t_{i}} muss dabei in {\displaystyle I_{i}} liegen, die Vereinigung aller {\displaystyle I_{i}} wiederum das zu zerlegende Intervall {\displaystyle I} ergeben (vgl. Abb. 8).
- Definition (Eichfunktion): Sei {\displaystyle I\subset {\overline {\mathbb {R} }}^{n}} ein Intervall. Eine intervallwertige Funktion {\displaystyle \gamma } heißt Eichfunktion auf {\displaystyle I}, wenn {\displaystyle \gamma (t)} ein offenes Intervall und {\displaystyle t\in \gamma (t)} für alle {\displaystyle t\in I}.

Wie im Eindimensionalen soll ein Intervall {\displaystyle I=J_{1}\times \dots \times J_{n}} auch als offen gelten, wenn ein {\displaystyle J_{i}} die Gestalt {\displaystyle J_{i}=[-\infty ,a)} oder {\displaystyle J_{i}=(a,\infty ]} mit einer beliebigen reellen Zahl {\displaystyle a} besitzt.
Genau wie in einer Dimension definiert man nun mit Hilfe dieser Begriffe die Feinheit einer markierten Zerlegung:
- Definition: Sei {\displaystyle \gamma } eine Eichfunktion auf dem abgeschlossenen Intervall {\displaystyle I}. Eine markierte Zerlegung {\displaystyle D=\{(t_{i},I_{i}):i=1,\dots ,n\}} heißt {\displaystyle \gamma }-fein, wenn {\displaystyle I_{i}\subset \gamma (t_{i})} für {\displaystyle i=1,\dots ,n}.

Das Volumen eines Intervalls {\displaystyle I} sei gegeben durch
{\displaystyle \operatorname {vol} (I):=v(J_{1}\times \dots \times J_{n})=l(J_{1})\cdot l(J_{2})\cdot \dots \cdot l(J_{n}),}
wobei {\displaystyle l(J_{i})=l([b_{i},a_{i}])=b_{i}-a_{i}} die Länge des (eindimensionalen) Intervalls {\displaystyle J_{i}} darstellt.
Auch hier soll die Konvention {\displaystyle 0\cdot \infty =0} gelten, d. h., besitzt eines der {\displaystyle J_{i}} die Länge {\displaystyle 0}, so ist {\displaystyle v(I)=0}, auch wenn ein oder mehrere unendlich lange Intervalle unter den {\displaystyle J_{i}} sind.
Jede Funktion {\displaystyle f\colon I\subset \mathbb {R} ^{n}\rightarrow \mathbb {R} } wird auf {\displaystyle {\overline {\mathbb {R} }}^{n}} fortgesetzt:
{\displaystyle {\bar {f}}(x)={\begin{cases}f(x)&{\text{ falls }}x\in I\\0&{\text{ sonst }}\end{cases}}}
Insbesondere verschwindet {\displaystyle {\bar {f}}} in jedem Punkt {\displaystyle x=(x_{1},\dots ,x_{n})\in {\overline {\mathbb {R} }}^{n}}, der mindestens eine unendliche Komponente aufweist. So ist etwa {\displaystyle {\bar {f}}(1,\infty ,0,-\infty ,\dots )=0}. Riemannsche Zwischensummen {\displaystyle S({\bar {f}},D)} bzgl. einer Funktion {\displaystyle f\colon I\rightarrow \mathbb {R} } und einer markierten Zerlegung {\displaystyle D=\{(t_{i},I_{i}):i=1,\dots ,n\}} werden definiert durch:
{\displaystyle S({\bar {f}},D)=\sum _{i=1}^{n}{\bar {f}}(t_{i})\operatorname {vol} (I_{i})}
Auch hier sei die Konvention {\displaystyle 0\cdot \infty =0} gültig. Das Gauge-Integral in {\displaystyle n} Dimensionen kann dann wie folgt festgesetzt werden:
- Definition (n-dimensionales Gauge-Integral): Sei {\displaystyle I} ein Intervall des {\displaystyle \mathbb {R} ^{n}}, {\displaystyle {\overline {I}}} dessen Abschluss in {\displaystyle {\overline {\mathbb {R} }}^{n}}. {\displaystyle f} heißt Gauge-integrabel (Henstock- (Kurzweil-) -intergrabel, eichintegrabel) über {\displaystyle I}, wenn es zu einer festen Zahl {\displaystyle A} und zu jedem {\displaystyle \epsilon >0} eine Eichfunktion {\displaystyle \gamma } auf {\displaystyle {\bar {I}}} gibt, sodass für jede {\displaystyle \gamma }-feine markierte Zerlegung {\displaystyle D} gilt: {\displaystyle |S({\bar {f}},D)-A|<\epsilon }. Man schreibt: {\displaystyle A=\int _{I}^{\,}f}.

Alle Erweiterungen auf beliebige messbare Teilmengen des {\displaystyle \mathbb {R} ^{n}} geschehen genauso wie beim eindimensionalen Gauge-Integral. Die o. g. Eigenschaften des eindimensionalen Gauge-Integrals übertragen sich sinngemäß auf das mehrdimensionale Gauge-Integral. Weiterhin lassen sich Versionen der Sätze von Fubini und Tonelli für das n-dimensionale Gauge-Integral aufstellen.

## Charakterisierung
Das Eichintegral ist deskriptiver Natur, d. h., es beruht auf der Beobachtung, dass Differentiation und Integration üblicherweise vertauschbar sind. Diese Beobachtung in den Vordergrund stellend garantiert das Eichintegral die Vertauschbarkeit im Allgemeinen.
Es ergeben sich daher unmittelbar (ohne pathologische Beispiele heranziehen zu müssen) Funktionen, die zwar nicht Riemann-, aber Gauge-integrabel sind, wie z. B. das Reziproke der Wurzelfunktion oder das obige Leitbeispiel.